# کریستین کرری
کریستین کرری (فرانسوی: Christine Carère‎; ۲۷ ژوئیهٔ ۱۹۳۰ – ۱۳ دسامبر ۲۰۰۸) هنرپیشه اهل فرانسه بود.
از فیلم‌ها یا برنامه‌های تلویزیونی که وی در آنها نقش داشته‌است می‌توان به نوعی لبخند، دبیرستان، و ماردی گرا اشاره کرد.